# Tanjung Gading (Pasir Penyu)
Tanjung Gading is een bestuurslaag in het regentschap Indragiri Hulu van de provincie Riau, Indonesië. Tanjung Gading telt 2238 inwoners (volkstelling 2010).